# Mùa giải quần vợt năm 2011 của Novak Djokovic
Mùa giải quần vợt năm 2011 của Novak Djokovic được công nhận rộng rãi là một trong những mùa giải hay nhất trong lịch sử quần vợt nam. Djokovic kết thúc năm với thành tích ấn tượng 10–1 trước Rafael Nadal và Roger Federer, hai tay vợt xuất sắc khác trong năm. Từ đầu năm, anh thiết lập chuỗi 41 trận thắng liên tiếp kéo dài đến vòng bán kết Giải quần vợt Pháp Mở rộng vào tháng 6 (thua trước Federer). Djokovic vô địch 10 giải đấu, ba trong số đó là giải Grand Slam: Úc Mở rộng, Wimbledon và Mỹ Mở rộng. Anh giành 5 danh hiệu Masters 1000: Indian Wells, Miami và Canada trên mặt sân cứng, và Madrid và Rome trên mặt sân đất nện. Djokovic cũng vô địch giải Dubai Tennis Championships và Serbia Open.
Djokovic thắng 70 trận và chỉ thua 6 trận (trong đó có hai trận anh bỏ cuộc do chấn thương). Anh đánh bại Nadal sáu trận chung kết trong mùa giải và có lần đầu tiên lên vị trí số 1 thế giới vào ngày 4 tháng 7, duy trì thứ hạng đó trong suốt phần còn lại của mùa giải. Trong số sáu trận chung kết mà anh đánh bại Nadal, có hai trận ở giải Masters trên mặt sân đất nện: một sự đảo ngược đáng chú ý do anh đã thua cả chín trận trước Nadal trên mặt sân đất nện trước mùa giải này. Anh cũng lập kỷ lục mới với việc giành được số tiền thưởng $12.6 triệu ở ATP World Tour. Ngoài ra, anh cũng đạt thành tích 21–4 trước các tay vợt top-10 và 13–3 trước các tay vợt top-5.

## Tóm tắt năm

### Mùa giải sân cứng đầu năm

#### Giải quần vợt Úc Mở rộng

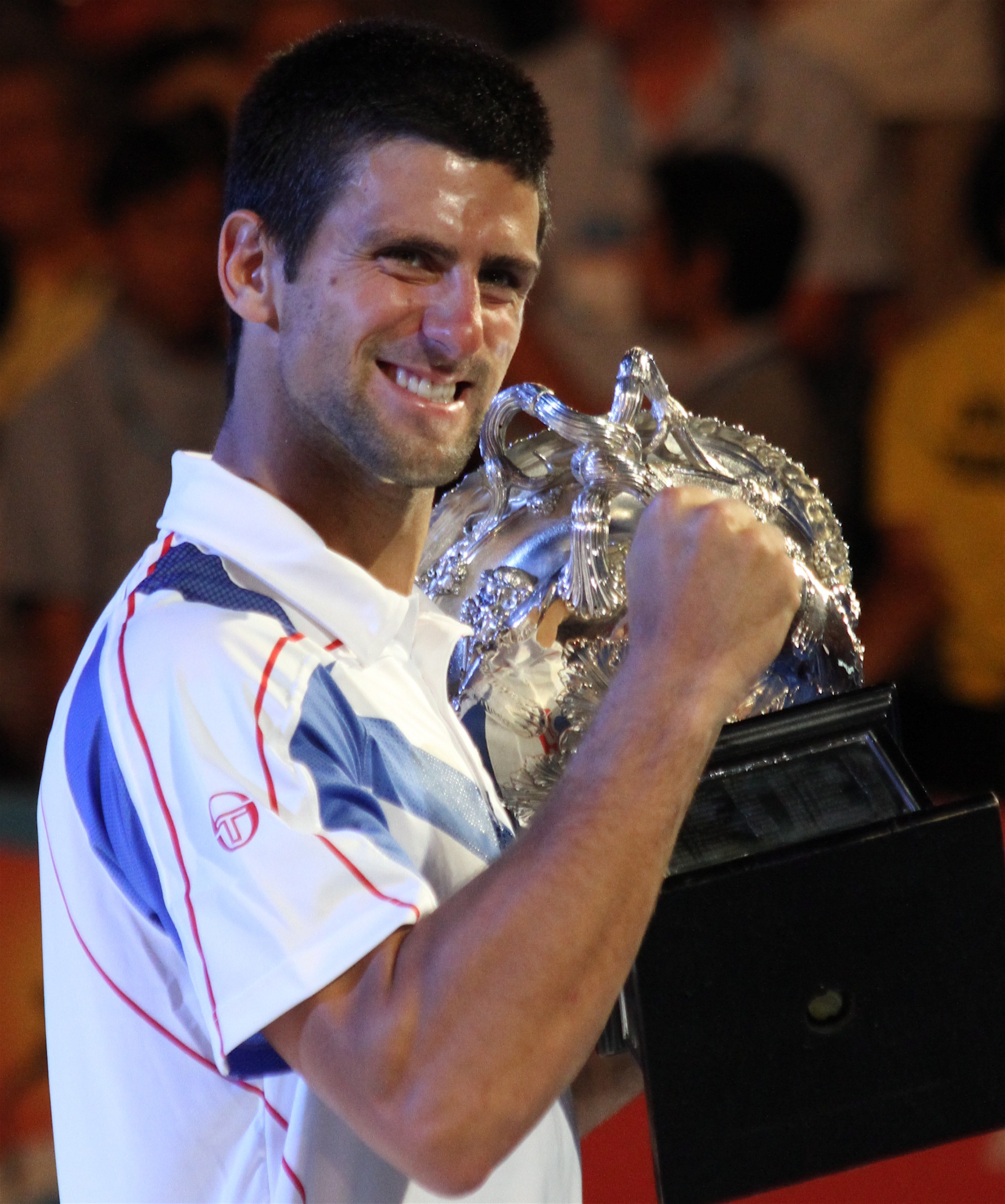
Djokovic cầm chiếc cúp vô địch Úc Mở rộng

Vào tuần cuối cùng của tháng 1, Djokovic đối đầu với đương kim vô địch giải đấu Roger Federer. Djokovic thắng set đấu đầu tiên trong loạt tiebreaker với tỷ số 7–3. Ở set hai, Djokovic sớm ghi điểm break, qua đó dẫn trước Federer 2–1. Tuy nhiên, Federer nhanh chóng đòi lại đến hai điểm break và thắng ngược 5–2. Đứng trước nguy cơ thất bại trong set này, Djokovic đã vùng dậy mạnh mẽ khi thắng liền một mạch năm ván khiến Federer phải chịu gác vợt với tỷ số 7–5. Bước vào set ba, tinh thần của Federer khá nặng nề khi anh liên tiếp rơi vào tình trạng bám đuổi trước Djokovic, cùng với thể lực sút giảm nên các đường bóng của Federer không còn chính xác. Djokovic ấn định tỷ số 6–4 sau một pha giao bóng cực mạnh khiến Federer đỡ bóng chạm lưới.
Trong trận chung kết, Djokovic đối đầu với Andy Murray. Trong tám ván đầu tiên của set thứ nhất, cả Djokovic và Murray đều dựa vào lợi thế cầm giao bóng để ghi điểm. Mặc dù vậy, khi tỷ số đang là 4–5 nghiêng về Djokovic thì Murray lại tỏ ra "hụt hơi" khi để tay vợt người Serbia giành điểm break quyết định, đành chịu gác vợt với tỷ số 4–6. Sang set thứ hai, Djokovic giành hai điểm break liên tiếp và kết thúc nhanh gọn với tỷ số 6–2 sau 40 phút. Djokovic sau đó thắng set thứ ba quyết định với tỷ số 6–3, qua đó giành danh hiệu Úc Mở rộng thứ hai trong sự nghiệp.

#### Dubai
Vào tháng 2, trong trận chung kết Dubai, Djokovic thắng Federer 6–3 ở set đấu thứ nhất. Sang set hai, Federer dẫn trước 3–2, nhưng anh đã không giữ được lợi thế. Djokovic thắng liên tục bốn game và vô địch giải đấu.

#### Indian Wells Masters
Vào nửa đầu tháng 3, Djokovic gặp Federer ở vòng bán kết Indian Wells. Djokovic đánh bại Federer sau ba set, 6–3, 3–6, 6–2. Với chiến thắng này, Djokovic leo lên vị trí số 2 trên bảng xếp hạng ATP World Tour.
Djokovic gặp Rafael Nadal trong trận chung kết. Đây là lần chạm trán đầu tiên giữa hai tay vợt trong mùa giải. Nadal thắng 6–4 ở set thứ nhất. Sang set thứ hai, Djokovic thắng lại với tỷ số 6–3 sau cú đánh quyết định đi ra ngoài của Nadal. Bước vào set quyết định, Djokovic nắm quyền kiểm soát thế trận khi liên tục gây áp lực lên phần sân của Nadal. Anh giành chiến thắng 6–2 trong set ba và vô địch giải đấu.

#### Miami Masters
Vào nửa sau tháng 3, Djokovic gặp lại Nadal trong trận chung kết Miami. Nadal vượt lên dẫn trước với tỷ số 5–1 nhưng sau đó Djokovic đã giành lại break để rồi rút ngắn tỷ số xuống còn 5–4. Ở game thứ 10, tay vợt người Serbia đã có cơ hội để san bằng tỷ số nhưng không tận dụng thành công và Nadal thắng 6–4 ở set đầu. Djokovic sớm gây áp lực trong set hai và nhanh chóng vượt lên dẫn trước 3–0. Nadal cố giành lại thế trận nhưng Djokovic sớm kết thúc set đấu với tỷ số 6–3. Set cuối diễn ra hấp dẫn và căng thẳng khiến kết cục phải phân định bằng loạt tiebreak. Djokovic bản lĩnh hơn trong loạt tiebreak khi giành chiến thắng 7–4, qua đó vô địch giải đấu.

### Mùa giải sân đất nện

#### Serbia Open
Vào tháng 4, Djokovic gặp tay vợt người Tây Ban Nha Feliciano López trong trận chung kết giải Serbia Open ở Belgrade. Set một phải phân định trong loạt tiebreaker, với phần thắng thuộc về Djokovic. Djokovic sau đó thắng 6–2 ở set hai và vô địch giải đấu.

#### Madrid Masters
Vào tháng 5, trong trận chung kết giải Madrid Masters, Djokovic vượt lên dẫn 4–0 trước Rafael Nadal, nhưng sau đó Nadal đã cân bằng tỷ số 5–5. Sự tự tin và một chút may mắn đã giúp Djokovic thắng 7–5 ở set đầu. Sang set hai, hai tay vợt so kè quyết liệt đến tỷ số 4–4 thì Nadal để Djokovic bẻ game thứ 9 do anh cầm giao bóng. Djokovic thắng 6–4 ở set hai và vô địch giải đấu.

#### Rome Masters
Djokovic gặp Andy Murray ở vòng bán kết giải Rome Masters. Djokovic thắng set đầu với tỷ số 6–1. Murray sau đó đã thể hiện một phong độ hoàn toàn trái ngược ở set hai khi đánh bại Djokovic với tỷ số 6–3. Bước sang set ba, Murray và Djokovic thay nhau giành break để kết thúc set đấu này với tỷ số 6–6 và bước vào loạt tiebreak quyết định. Bằng bản lĩnh thi đấu ổn định, Djokovic giành chiến thắng 7–2 trong loạt tiebreak để giành quyền vào chơi trận chung kết.
Djokovic đối đầu với Nadal trong trận chung kết. Thế trận diễn ra giằng co trong khoảng đầu set thứ nhất. Ở game thứ 8, Djokovic vượt lên dẫn 5–3 nhờ giành breakpoint đầu tiên trong trận và một cú đánh hỏng của Nadal. Ở game sau đó, Djokovic mắc lỗi trong một cú đánh thuận tay và trao cho Nadal hai breakpoint. Tuy nhiên từng đó vẫn không đủ để Nadal lật ngược thế cờ, bởi ở game cuối cùng chiến thắng đã thuộc về Djokovic. Set thứ hai rất sít sao, với Djokovic tận dụng thành công match point thứ tư để vô địch giải đấu. Đây là danh hiệu Masters thứ hai của anh trên mặt sân đất nện trong năm.
Với chức vô địch giải đấu, Djokovic là tay vợt đầu tiên giành quyền tham dự ATP World Tour Finals 2011.

#### Giải quần vợt Pháp Mở rộng
Djokovic gặp Roger Federer ở vòng bán kết. Đây là lần đầu tiên hai tay vợt gặp nhau tại Roland Garros. Trước trận đấu, Federer dẫn 13–9 ở thành tích đối đầu giữa hai tay vợt cũng như dẫn 2–1 ở thành tích đối đầu trên sân đất nện với Djokovic. Khi đang dẫn trước 5–4, Djokovic đã có cơ hội giành set point đầu tiên nhưng không tận dụng thành công. Với một loạt những pha đánh thuận tay chuẩn xác, Federer đã hóa nguy thành an. Trong thế giằng co ở loạt tiebreak, Federer vượt lên giành chiến thắng khi Djokovic mắc lỗi, đánh một cú thuận tay vào lưới khi tỷ số loạt tiebreak đang là 5–6. Sang set thứ hai, Federer tiếp tục gây sức ép với sức tấn công mạnh mẽ và giao bóng tốt. Tay vợt người Thụy Sĩ kết thúc set hai với tỷ số 6–3. Djokovic sau đó cũng giành chiến thắng 6–3 trong set ba. Bước vào set thứ tư, thế cuộc trở lại cân bằng cho đến game thứ 9. Federer mắc lỗi trong cú đánh thuận tay, tạo điều kiện cho Djokovic giành break và đứng trước cơ hội san bằng tỷ số. Tuy nhiên, ngay sau đó Federer đáp trả dữ dội và buộc Djokovic phải cùng bước vào loạt tiebreak. Roger Federer kết thúc trận đấu với cú ace thứ 18 trong trận đấu. Đây là trận thua đầu tiên của Djokovic trong mùa giải (Federer cũng là tay vợt cuối cùng đánh bại Djokovic vào năm 2010), kết thúc chuỗi 43 trận thắng liên tiếp và cơ hội giành Calendar Year Grand Slam.

### Mùa giải sân cỏ

#### Giải quần vợt Wimbledon

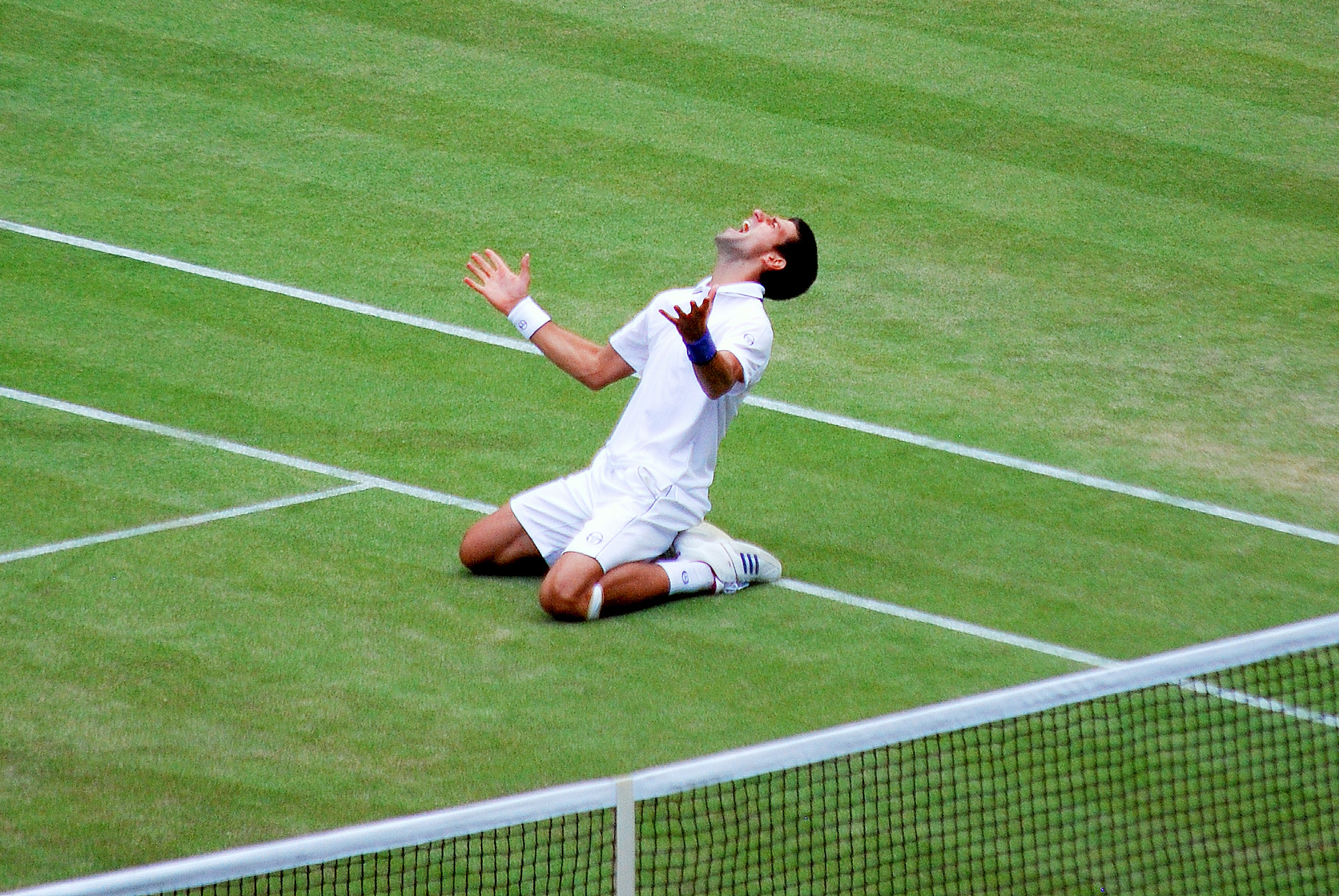
Djokovic tại Wimbledon

Vào tháng 6, Djokovic đối đầu với tay vợt người Pháp Jo-Wilfried Tsonga ở vòng bán kết giải Wimbledon. Trận đấu bắt đầu theo cách bất lợi cho Djokovic, khi anh để Tsonga dẫn trước 2–0. Djokovic sau đó dần lấy lại sự tự tin để san bằng điểm số trước khi thể hiện bản lĩnh để thắng 7–6(7–4) trong loạt tiebreak. Djokovic tiếp tục thắng set hai với tỷ số 6–2. Hy vọng về cú lội ngược dòng được thắp lên khi ở set ba, Tsonga thắng 7–6(11–9) trong loạt tiebreak. Tuy nhiên, Djokovic lại chơi thăng hoa hơn ở set 4 và giành chiến thắng 6–3. Với chiến thắng này, Djokovic leo lên vị trí số 1 thế giới từ Rafael Nadal.
Djokovic gặp Nadal trong trận chung kết Wimbledon. Trong set đầu, hai tay vợt đều khai thác thành công quyền giao bóng cho tới khi Djokovic ăn break ở game thứ 10. Nadal phạm hai lỗi tự đánh hỏng, giúp Djokovic giành chiến thắng 6–4. Tận dụng ưu thế tâm lý sau khi dẫn một set, Djokovic hoàn toàn áp đảo trong set hai, ăn break hai lần và giành chiến thắng 6–1. Tuy nhiên, ở set ba, Nadal thắng với tỷ số 6–1. Sang set bốn, khi Djokovic dẫn 4–3 với bốn điểm thắng liên tiếp, Nadal bất ngờ phạm lỗi kép. Tận dụng bước ngoặt quý giá, Djokovic ăn thêm hai điểm và break thứ năm trong trận chung kết. Trận đấu kết thúc sau khi Nadal đánh cú trái tay ra ngoài, Djokovic nằm xuống sân ăn mừng danh hiệu Wimbledon đầu tiên của anh.

### Mùa giải US Open Series

#### Canada Masters
Vào tháng 8, Djokovic đối đầu với Mardy Fish trong trận chung kết giải Canada Masters. Djokovic đã có khởi đầu tốt khi giành chiến thắng ở set đầu với tỷ số 6–2. Tuy nhiên, sang set hai, Fish bất ngờ trỗi dậy với những cú đánh thuận tay để thắng lại 6–3. Dẫu vậy, điều đó không đủ giúp Fish lật ngược tình thế trước Djokovic luôn nắm thế chủ động và tận dụng triệt để những game cầm giao bóng. Ở set ba, Djokovic vượt lên dẫn trước với tỷ số 5–3, và kết thúc trận đấu ở match point thứ 4 của anh. Đây là danh hiệu Masters thứ 5 của Djokovic trong mùa giải.

#### Cincinnati Masters
Djokovic đối đầu với Andy Murray trong trận chung kết. Djokovic nhập cuộc không tốt khi để Murray giành break ngay ở game đầu tiên. Djokovic nỗ lực lấy lại thế trận và anh lấy lại break ở game thứ sáu để san bằng tỷ số 3–3. Tuy nhiên, Murray lại giành break thứ hai trong set này để vượt lên dẫn trước 4–3 và duy trí lợi thế để hoàn tất chiến thắng 6–4. Sau khi Murray thắng ba game đầu tiên ở set hai, Djokovic bỏ cuộc trận đấu vì chấn thương vai.

#### Giải quần vợt Mỹ Mở rộng
Djokovic gặp Federer lần thứ năm liên tiếp ở Giải quần vợt Mỹ Mở rộng, lần này là ở vòng bán kết. Federer thắng hai set đầu tiên trước khi Djokovic gỡ lại ở hai set tiếp theo. Bước sang set thứ năm quyết định, hai tay vợt thi đấu ở thế bám đuổi. Ở game đấu thứ tám, Djokovic đánh mất break ở thời điểm hết sức quan trọng, giúp Federer nâng tỷ số lên 5–3. Nhưng ở game đấu tiếp theo, Federer đã đánh mất cơ hội khi không tận dụng được hai match point. Từ thời điểm này, Federer đã để Djokovic nắm thế chủ động và lội ngược dòng thành công để giành chiến thắng 7–5 ở set đấu này, qua đó lọt vào trận chung kết Grand Slam thứ ba trong mùa giải.
Djokovic đối đầu với Nadal trong trận chung kết. Đây là trận chung kết Grand Slam thứ hai liên tiếp, và cũng là trận chung kết thứ sáu giữa hai tay vợt trong mùa giải. Nadal là người nhập cuộc tốt hơn khi vươn lên dẫn trước 2–0. Tuy nhiên, Djokovic sau đó vùng dậy mạnh mẽ. Anh giành đến ba điểm break để thắng cả sáu game sau đó, hoàn tất màn ngược dòng ở set thứ nhất với tỷ số 6–2. Kịch bản gần như tương tự được tái lập trong set thứ hai khi Nadal dẫn trước với khoảng cách 2–0. Nhưng Djokovic đã thắng liền bốn game tiếp theo để dẫn ngược 4–2. Dù sau đó phạm một số sai lầm giúp Nadal gỡ lại 4–4 nhưng Djokovic vẫn kịp thời ổn định lối chơi để buộc Nadal phải chịu gác vợt 6–4. Set ba diễn ra với thế trận cân bằng khi hai tay vợt thay nhau bẻ game giao bóng của đối phương, đưa đến tỷ số 6–6 và buộc phải bước vào loạt tiebreak. Tại đây, Nadal thắng 7–3 trong loạt tiebreak. Sau loạt tiebreak, tay vợt người Serbia bị chấn thương lưng. Tuy nhiên bất ngờ đã không xảy ra. Djokovic thắng set bốn với tỷ số 6–1, qua đó có lần đầu tiên vô địch Mỹ Mở rộng.

### Mùa giải sân cứng cuối năm
Vào tháng 10, tại giải Swiss Indoors 2011, Djokovic thua ở vòng bán kết trước Kei Nishikori. Đây là trận thua thứ 4 của anh trong mùa giải.
Vào tháng 11, tại giải Paris Masters, Djokovic rút lui ở vòng tứ kết trước Jo-Wilfried Tsonga.

#### ATP World Tour Finals
Djokovic có lần thứ 5 liên tiếp giành quyền tham dự ATP World Tour Finals. Novak nằm ở bảng A với Tomáš Berdych, David Ferrer và Andy Murray. Anh thắng Berdych, thua trước Ferrer sau hai set và sau đó để thua Janko Tipsarević, người thay thế cho Murray. Với thành tích 1–2 ở vòng bảng, anh đã bị loại khỏi giải đấu.

### Davis Cup
Vào tháng 9, Djokovic bỏ lỡ trận đầu tiên của Davis Cup với Argentina. Anh trở lại để đối đấu với Juan Martín del Potro ở trận thứ tư, và để thua set đầu, trước khi rút lui vì chấn thương vào giữa set hai. Serbia thua 2–3 chung cuộc.

### Hopman Cup
Vào tháng 1, Djokovic cùng với Ana Ivanovic đại diện Serbia tham dự Hopman Cup. Họ lọt vào trận chung kết, nhưng đã phải rút lui vì Ivanovic bị chấn thương.

## Đánh giá
Đây được coi là một trong những mùa giải hay nhất trong lịch sử quần vợt. Mùa giải này cũng được coi là một trong hai mùa giải hay nhất của Djokovic, cùng với mùa giải 2015 của anh. Pete Sampras ca ngợi mùa giải 2011 của Djokovic là mùa giải hay nhất mà ông từng chứng kiến trong đời, gọi đó là "một trong những thành tích tốt nhất trong mọi môn thể thao." Boris Becker gọi mùa giải của Djokovic là "một trong những năm quần vợt hay nhất mọi thời đại," đồng thời nói thêm rằng "có thể không phải là tốt nhất về mặt thống kê, nhưng anh ấy đã đánh bại Federer, đánh bại Nadal, đánh bại tất cả những tay vợt đối đầu với anh ấy ở những giải đấu lớn trên thế giới." John McEnroe tuyên bố sau khi Djokovic thắng trận chung kết Mỹ Mở rộng 2011 trước Nadal rằng "Djokovic đã có một năm hay nhất trong lịch sử môn thể thao của chúng ta, không còn nghi ngờ gì nữa." Vào cuối mùa giải, Rafael Nadal, người đã thua 0–6 trước Djokovic, tất cả đều ở trận chung kết, thừa nhận rằng "Đây có lẽ là trình độ quần vợt cao nhất mà tôi từng chứng kiến." Cựu tay vợt số 7 thế giới, Mardy Fish, tuyên bố vào năm 2023 rằng Djokovic 2011 là "tay vợt hay nhất mọi thời đại."
Djokovic đã áp đảo trước Federer và Nadal, hai tay vợt xuất sắc khác trong năm 2011, với thành tích đối đầu 10–1 trước cả hai. Đáng chú ý, Nadal đã có mùa giải hay nhất vào năm 2010, và vẫn đang trong thời kỳ đỉnh cao, nhưng đã không thể giành một chiến thắng nào trước Djokovic trong suốt mùa giải, khi bị đánh bại trong sáu trận chung kết giải đấu lớn, và sẽ có một mùa giải ngang bằng về mặt thống kê, thậm chí là tốt hơn năm 2010 nếu không có Djokovic. Điều này đã được Nadal xác nhận vào năm 2016, khi anh tuyên bố trong một cuộc phỏng vấn với Tennis Magazine rằng "Vào năm 2011, vấn đề của tôi là Djokovic vì tôi đã thắng tất cả nhưng thua anh ấy trong các trận chung kết." Đáng chú ý, Nadal đã bị đánh bại chỉ sau hai set ở hai trận chung kết giải Masters trên sân đất nện khi đang ở thời kỳ đỉnh cao. Do đó, mùa giải 2011 của Djokovic được một số người ca ngợi là mùa giải hay nhất, vì sự thống trị của anh và trình độ cạnh tranh cao mà anh phải đối mặt, bao gồm cả việc áp đảo Nadal và Federer ở phong độ cao của họ.
Djokovic được khen ngợi vì khả năng di chuyển và kỹ năng thể thao đáng kinh ngạc của anh trong suốt mùa giải, cùng với khả năng giao bóng được cải thiện, và áp lực to lớn mà anh tạo ra cho các đối thủ trong các game giao bóng. Khả năng trả giao bóng đáng kinh ngạc của anh đã giúp anh có số liệu thống kê về số game trả giao bóng thắng tốt nhất mùa giải (38.84%). Anh cũng có số liệu thống kê về số game trả giao bóng thắng tốt nhất mùa giải trên sân cứng (41.03%). Anh có số điểm trả giao bóng hai giành được tốt nhất mùa giải (57.54%). Với điều đó, anh cũng có số điểm trả giao bóng hai giành được tốt nhất mùa giải trên sân cứng (57.86%). Với khả năng trả giao bóng đáng kinh ngạc của mình, anh đã đánh một cú trả giao bóng quyết định trước Federer trong match point đầu tiên của Federer ở vòng bán kết Mỹ Mở rộng 2011, cú đánh được ca ngợi là một trong những cú đánh hay nhất từ trước đến nay.
Justin Gimelstob cho rằng sự ổn định của Djokovic là do sự cải thiện ở game giao bóng của anh, đặc biệt là ở những quả giao bóng hai của anh, chỉ kém một phần trăm so với những tay vợt dẫn đầu về thống kê như Nadal và Federer. Theo anh, sức mạnh của Djokovic bắt nguồn từ sự nhanh nhẹn, cú đánh trái tay và cú trả giao bóng, đó là những kỹ năng tốt nhất của Djokovic trong mùa giải 2011.

## Tất cả các trận đấu
Bảng dưới đây liệt kê tất cả các trận đấu của Djokovic trong năm 2011.
| VĐ | CK | BK | TK | V# | RR | Q# | A |  | Z# | PO | G | F-S | SF-B | NMS | NH |

### Đơn
| Giải đấu | #        | Vòng                   | Đối thủ               | Xếp hạng   | Kết quả                              | Tỷ số                        |
| Giải quần vợt Úc Mở rộng Melbourne, Úc Grand Slam Cứng, ngoài trời 16 tháng 1 năm 2011                                                    |          |                        |                       |            |                                      |                              |
| 1 / 430 | V1       | Marcel Granollers      | 42                    | Thắng      | 6–1, 6–3, 6–1                        |                              |
| 2 / 431 | V2       | Ivan Dodig             | 81                    | Thắng      | 7–5, 6–7(8–10), 6–0, 6–2             |                              |
| 3 / 432 | V3       | Viktor Troicki         | 27                    | Thắng      | 6–2, bỏ cuộc                         |                              |
| 4 / 433 | V4       | Nicolás Almagro        | 14                    | Thắng      | 6–3, 6–4, 6–0                        |                              |
| 5 / 434 | TK       | Tomáš Berdych          | 6                     | Thắng      | 6–1, 7–6(7–5), 6–1                   |                              |
| 6 / 435 | BK       | Roger Federer          | 2                     | Thắng      | 7–6(7–3), 7–5, 6–4                   |                              |
| 7 / 436 | VĐ       | Andy Murray            | 5                     | Thắng (1)  | 6–4, 6–2, 6–3                        |                              |
| Dubai Tennis Championships Dubai, Các Tiểu vương quốc Ả Rập Thống nhất ATP World Tour 500 Cứng, ngoài trời 21 tháng 2 năm 2011            |          |                        |                       |            |                                      |                              |
| 8 / 437 | V1       | Michaël Llodra         | 27                    | Thắng      | 6–3, 6–3                             |                              |
| 9 / 438 | V2       | Feliciano López        | 41                    | Thắng      | 6–3, 2–6, 6–4                        |                              |
| 10 / 439 | TK       | Florian Mayer          | 38                    | Thắng      | 7–5, 6–1                             |                              |
| 11 / 440 | BK       | Tomáš Berdych          | 7                     | Thắng      | 6–7(5–7), 6–2, 4–2 bỏ cuộc           |                              |
| 12 / 441 | VĐ       | Roger Federer          | 2                     | Thắng (2)  | 6–3, 6–3                             |                              |
| BNP Paribas Open Indian Wells, Hoa Kỳ ATP World Tour Masters 1000 Cứng, ngoài trời 8 tháng 3 năm 2011                                     |          |                        |                       |            |                                      |                              |
| | V1       | Miễn                   | Miễn                  | Miễn       | Miễn                                 |                              |
| 13 / 442 | V2       | Andrey Golubev         | 39                    | Thắng      | 6–0, 6–4                             |                              |
| 14 / 443 | V3       | Ernests Gulbis         | 34                    | Thắng      | 6–0, 6–1                             |                              |
| 15 / 444 | V4       | Viktor Troicki         | 18                    | Thắng      | 6–0, 6–1                             |                              |
| 16 / 445 | TK       | Richard Gasquet        | 21                    | Thắng      | 6–2, 6–4                             |                              |
| 17 / 446 | BK       | Roger Federer          | 2                     | Thắng      | 6–3, 3–6, 6–2                        |                              |
| 18 / 447 | VĐ       | Rafael Nadal           | 1                     | Thắng (3)  | 4–6, 6–3, 6–2                        |                              |
| Sony Ericsson Open Miami, Hoa Kỳ ATP World Tour Masters 1000 Cứng, ngoài trời 23 tháng 3 năm 2011                                         |          |                        |                       |            |                                      |                              |
| | V1       | Miễn                   | Miễn                  | Miễn       | Miễn                                 |                              |
| 19 / 448 | V2       | Denis Istomin          | 54                    | Thắng      | 6–0, 6–1                             |                              |
| 20 / 449 | V3       | James Blake            | 173                   | Thắng      | 6–2, 6–0                             |                              |
| 21 / 450 | V4       | Viktor Troicki         | 17                    | Thắng      | 6–3, 6–2                             |                              |
| 22 / 451 | TK       | Kevin Anderson         | 40                    | Thắng      | 6–4, 6–2                             |                              |
| 23 / 452 | BK       | Mardy Fish             | 15                    | Thắng      | 6–3, 6–1                             |                              |
| 24 / 453 | VĐ       | Rafael Nadal           | 1                     | Thắng (4)  | 4–6, 6–3, 7–6(7–4)                   |                              |
| Serbia Open Belgrade, Serbia ATP World Tour 250 Đất nện, ngoài trời 25 tháng 4 năm 2011                                                   |          |                        |                       |            |                                      |                              |
| | V1       | Miễn                   | Miễn                  | Miễn       | Miễn                                 |                              |
| 25 / 454 | V2       | Adrian Ungur           | 175                   | Thắng      | 6–2, 6–3                             |                              |
| 26 / 455 | TK       | Blaž Kavčič            | 85                    | Thắng      | 6–3, 6–2                             |                              |
| | BK       | Janko Tipsarević       | 36                    | W/O        | N/A                                  |                              |
| 27 / 456 | VĐ       | Feliciano López        | 37                    | Thắng (5)  | 7–6(7–4), 6–2                        |                              |
| Mutua Madrid Open Madrid, Tây Ban Nha ATP World Tour Masters 1000 Đất nện, ngoài trời 1 tháng 5 năm 2011                                  |          |                        |                       |            |                                      |                              |
| | V1       | Miễn                   | Miễn                  | Miễn       | Miễn                                 |                              |
| 28 / 457 | V2       | Kevin Anderson         | 35                    | Thắng      | 6–3, 6–4                             |                              |
| 29 / 458 | V3       | Guillermo García-López | 29                    | Thắng      | 6–1, 6–2                             |                              |
| 30 / 459 | TK       | David Ferrer           | 6                     | Thắng      | 6–4, 4–6, 6–3                        |                              |
| 31 / 460 | BK       | Thomaz Bellucci        | 36                    | Thắng      | 4–6, 6–4, 6–1                        |                              |
| 32 / 461 | VĐ       | Rafael Nadal           | 1                     | Thắng (6)  | 7–5, 6–4                             |                              |
| Internazionali BNL d'Italia Rome, Ý ATP World Tour Masters 1000 Đất nện, ngoài trời 8 tháng 5 năm 2011                                    |          |                        |                       |            |                                      |                              |
| | V1       | Miễn                   | Miễn                  | Miễn       | Miễn                                 |                              |
| 33 / 462 | V2       | Łukasz Kubot           | 141                   | Thắng      | 6–0, 6–3                             |                              |
| 34 / 463 | V3       | Stanislas Wawrinka     | 14                    | Thắng      | 6–4, 6–1                             |                              |
| 35 / 464 | TK       | Robin Söderling        | 5                     | Thắng      | 6–3, 6–0                             |                              |
| 36 / 465 | BK       | Andy Murray            | 4                     | Thắng      | 6–1, 3–6, 7–6(7–2)                   |                              |
| 37 / 466 | VĐ       | Rafael Nadal           | 1                     | Thắng (7)  | 6–4, 6–4                             |                              |
| Giải quần vợt Pháp Mở rộng Paris, Pháp Grand Slam Đất nện, ngoài trời 17 tháng 5 năm 2011                                                 | 38 / 467 | V1                     | Thiemo de Bakker      | 71         | Thắng                                | 6–2, 6–1, 6–3                |
| Giải quần vợt Pháp Mở rộng Paris, Pháp Grand Slam Đất nện, ngoài trời 17 tháng 5 năm 2011                                                 | 39 / 468 | V2                     | Victor Hănescu        | 60         | Thắng                                | 6–4, 6–1, 2–3 bỏ cuộc        |
| Giải quần vợt Pháp Mở rộng Paris, Pháp Grand Slam Đất nện, ngoài trời 17 tháng 5 năm 2011                                                 | 40 / 469 | V3                     | Juan Martín del Potro | 26         | Thắng                                | 6–3, 3–6, 6–3, 6–2           |
| Giải quần vợt Pháp Mở rộng Paris, Pháp Grand Slam Đất nện, ngoài trời 17 tháng 5 năm 2011                                                 | 41 / 470 | V4                     | Richard Gasquet       | 16         | Thắng                                | 6–4, 6–4, 6–2                |
| Giải quần vợt Pháp Mở rộng Paris, Pháp Grand Slam Đất nện, ngoài trời 17 tháng 5 năm 2011                                                 |          | TK                     | Fabio Fognini         | 49         | W/O                                  | N/A                          |
| Giải quần vợt Pháp Mở rộng Paris, Pháp Grand Slam Đất nện, ngoài trời 17 tháng 5 năm 2011                                                 | 42 / 471 | BK                     | Roger Federer         | 3          | Thua                                 | 6–7(5–7), 3–6, 6–3, 6–7(5–7) |
| Giải quần vợt Wimbledon Luân Đôn, Vương quốc Liên hiệp Anh và Bắc Ireland Grand Slam Cỏ, ngoài trời 20 tháng 6 năm 2011                   |          |                        |                       |            |                                      |                              |
| 43 / 472 | V1       | Jérémy Chardy          | 54                    | Thắng      | 6–4, 6–1, 6–1                        |                              |
| 44 / 473 | V2       | Kevin Anderson         | 36                    | Thắng      | 6–3, 6–4, 6–2                        |                              |
| 45 / 474 | V3       | Marcos Baghdatis       | 30                    | Thắng      | 6–4, 4–6, 6–3, 6–4                   |                              |
| 46 / 475 | V4       | Michaël Llodra         | 35                    | Thắng      | 6–3, 6–3, 6–3                        |                              |
| 47 / 476 | TK       | Bernard Tomic          | 158                   | Thắng      | 6–2, 3–6, 6–3, 7–5                   |                              |
| 48 / 477 | BK       | Jo-Wilfried Tsonga     | 19                    | Thắng      | 7–6(7–4), 6–2, 6–7(9–11), 6–3        |                              |
| 49 / 478 | VĐ       | Rafael Nadal           | 1                     | Thắng (8)  | 6–4, 6–1, 1–6, 6–3                   |                              |
| Rogers Cup Montreal, Canada ATP World Tour Masters 1000 Cứng, ngoài trời 8 tháng 8 năm 2011                                               |          | V1                     | Miễn                  | Miễn       | Miễn                                 | Miễn                         |
| Rogers Cup Montreal, Canada ATP World Tour Masters 1000 Cứng, ngoài trời 8 tháng 8 năm 2011                                               | 50 / 479 | V2                     | Nikolay Davydenko     | 30         | Thắng                                | 7–5, 6–1                     |
| Rogers Cup Montreal, Canada ATP World Tour Masters 1000 Cứng, ngoài trời 8 tháng 8 năm 2011                                               | 51 / 480 | V3                     | Marin Čilić           | 29         | Thắng                                | 7–5, 6–2                     |
| Rogers Cup Montreal, Canada ATP World Tour Masters 1000 Cứng, ngoài trời 8 tháng 8 năm 2011                                               | 52 / 481 | TK                     | Gaël Monfils          | 7          | Thắng                                | 6–2, 6–1                     |
| Rogers Cup Montreal, Canada ATP World Tour Masters 1000 Cứng, ngoài trời 8 tháng 8 năm 2011                                               | 53 / 482 | BK                     | Jo-Wilfried Tsonga    | 16         | Thắng                                | 6–4, 3–0 bỏ cuộc             |
| Rogers Cup Montreal, Canada ATP World Tour Masters 1000 Cứng, ngoài trời 8 tháng 8 năm 2011                                               | 54 / 483 | VĐ                     | Mardy Fish            | 8          | Thắng (9)                            | 6–2, 3–6, 6–4                |
| Western & Southern Open Cincinnati, Hoa Kỳ ATP World Tour Masters 1000 Cứng, ngoài trời 15 tháng 8 năm 2011                               |          | V1                     | Miễn                  | Miễn       | Miễn                                 | Miễn                         |
| Western & Southern Open Cincinnati, Hoa Kỳ ATP World Tour Masters 1000 Cứng, ngoài trời 15 tháng 8 năm 2011                               | 55 / 484 | V2                     | Ryan Harrison         | 78         | Thắng                                | 6–2, 6–3                     |
| Western & Southern Open Cincinnati, Hoa Kỳ ATP World Tour Masters 1000 Cứng, ngoài trời 15 tháng 8 năm 2011                               | 56 / 485 | V3                     | Radek Štěpánek        | 29         | Thắng                                | 6–3, 6–3                     |
| Western & Southern Open Cincinnati, Hoa Kỳ ATP World Tour Masters 1000 Cứng, ngoài trời 15 tháng 8 năm 2011                               | 57 / 486 | TK                     | Gaël Monfils          | 8          | Thắng                                | 3–6, 6–4, 6–3                |
| Western & Southern Open Cincinnati, Hoa Kỳ ATP World Tour Masters 1000 Cứng, ngoài trời 15 tháng 8 năm 2011                               | 58 / 487 | BK                     | Tomáš Berdych         | 9          | Thắng                                | 7–5 bỏ cuộc                  |
| Western & Southern Open Cincinnati, Hoa Kỳ ATP World Tour Masters 1000 Cứng, ngoài trời 15 tháng 8 năm 2011                               | 59 / 488 | CK                     | Andy Murray           | 4          | Thua (1)                             | 4–6, 0–3 bỏ cuộc             |
| Giải quần vợt Mỹ Mở rộng Thành phố New York, Hoa Kỳ Grand Slam Cứng, ngoài trời 29 tháng 8 năm 2011                                       |          |                        |                       |            |                                      |                              |
| 60 / 489 | V1       | Conor Niland           | 197                   | Thắng      | 6–0, 5–1 bỏ cuộc                     |                              |
| 61 / 490 | V2       | Carlos Berlocq         | 74                    | Thắng      | 6–0, 6–0, 6–2                        |                              |
| 62 / 491 | V3       | Nikolay Davydenko      | 39                    | Thắng      | 6–3, 6–4, 6–2                        |                              |
| 63 / 492 | V4       | Alexandr Dolgopolov    | 23                    | Thắng      | 7–6(16–14), 6–4, 6–2                 |                              |
| 64 / 493 | TK       | Janko Tipsarević       | 20                    | Thắng      | 7–6(7–2), 6–7(3–7), 6–0, 3–0 bỏ cuộc |                              |
| 65 / 494 | BK       | Roger Federer          | 3                     | Thắng      | 6–7(7–9), 4–6, 6–3, 6–2, 7–5         |                              |
| 66 / 495 | VĐ       | Rafael Nadal           | 2                     | Thắng (10) | 6–2, 6–4, 6–7(3–7), 6–1              |                              |
| Davis Cup Nhóm Thế giới Bán kết: Serbia vs. Argentina Belgrade, Serbia Davis Cup Cứng, trong nhà 16 tháng 9 năm 2011                      | 67 / 496 | BK T4                  | Juan Martín del Potro | 17         | Thua                                 | 6–7(5–7), 0–3 bỏ cuộc        |
| Swiss Indoors Basel, Thụy Sĩ ATP World Tour 500 Cứng, trong nhà 31 tháng 10 năm 2011                                                      |          |                        |                       |            |                                      |                              |
| 68 / 497 | V1       | Xavier Malisse         | 47                    | Thắng      | 6–2, 4–6, 7–5                        |                              |
| 69 / 498 | V2       | Łukasz Kubot           | 64                    | Thắng      | 6–1, 6–2                             |                              |
| 70 / 499 | TK       | Marcos Baghdatis       | 59                    | Thắng      | 2–6, 6–2, 6–3                        |                              |
| 71 / 500 | BK       | Kei Nishikori          | 32                    | Thua       | 6–2, 6–7(4–7), 0–6                   |                              |
| BNP Paribas Masters Paris, Pháp ATP World Tour Masters 1000 Cứng, trong nhà 7 tháng 11 năm 2011                                           |          | V1                     | Miễn                  | Miễn       | Miễn                                 | Miễn                         |
| BNP Paribas Masters Paris, Pháp ATP World Tour Masters 1000 Cứng, trong nhà 7 tháng 11 năm 2011                                           | 72 / 501 | V2                     | Ivan Dodig            | 39         | Thắng                                | 6–4, 6–3                     |
| BNP Paribas Masters Paris, Pháp ATP World Tour Masters 1000 Cứng, trong nhà 7 tháng 11 năm 2011                                           | 73 / 502 | V3                     | Viktor Troicki        | 17         | Thắng                                | 4–6, 6–3, 6–1                |
| BNP Paribas Masters Paris, Pháp ATP World Tour Masters 1000 Cứng, trong nhà 7 tháng 11 năm 2011                                           |          | TK                     | Jo-Wilfried Tsonga    | 8          | W/O                                  | N/A                          |
| ATP World Tour Finals Luân Đôn, Vương quốc Liên hiệp Anh và Bắc Ireland ATP World Tour Finals (1500) Cứng, trong nhà 20 tháng 11 năm 2011 | 74 / 503 | VB                     | Tomáš Berdych         | 7          | Thắng                                | 3–6, 6–3, 7–6(7–3)           |
| ATP World Tour Finals Luân Đôn, Vương quốc Liên hiệp Anh và Bắc Ireland ATP World Tour Finals (1500) Cứng, trong nhà 20 tháng 11 năm 2011 | 75 / 504 | VB                     | David Ferrer          | 5          | Thua                                 | 3–6, 1–6                     |
| ATP World Tour Finals Luân Đôn, Vương quốc Liên hiệp Anh và Bắc Ireland ATP World Tour Finals (1500) Cứng, trong nhà 20 tháng 11 năm 2011 | 76 / 505 | VB                     | Janko Tipsarević      | 9          | Thua                                 | 6–3, 3–6, 3–6                |

- Nguồn

### Đôi
| Giải đấu | Trận   | Vòng                               | Đối thủ                              | Thứ hạng | Xếp hạng đội | Kết quả          | Tỷ số                 |
| Dubai Tennis Championships Dubai, Các Tiểu vương quốc Ả Rập Thống nhất ATP World Tour 500 Cứng, ngoài trời 21 tháng 2 năm 2011 Đồng đội: Marko Djokovic |        |                                    |                                      |          |              |                  |                       |
| 1 / 67 | V1     | Mahesh Bhupathi Leander Paes       | 5 7                                  | 2        | Thua         | 4–6, 1–6         |                       |
| BNP Paribas Open Indian Wells, California, Hoa Kỳ ATP World Tour Masters 1000 Cứng, ngoài trời 8 tháng 3 năm 2011 Đồng đội: Victor Troicki              |        |                                    |                                      |          |              |                  |                       |
| 2 / 68 | V1     | Juan Ignacio Chela Juan Mónaco     | 46 144                               | –        | Thắng        | 6–3, 7–5         |                       |
| 3 / 69 | V2     | Łukasz Kubot Oliver Marach         | 15 12                                | 9        | Thắng        | 6–2, 4–6, [10–7] |                       |
| 4 / 70 | TK     | Rohan Bopanna Aisam-ul-Haq Qureshi | 19 20                                | 15       | Thua         | 1–6, 6–7(5–7)    |                       |
| Sony Ericsson Open Miami, Florida, Hoa Kỳ ATP World Tour Masters 1000 Cứng, ngoài trời 23 tháng 3 năm 2011 Đồng đội: Andy Murray                        |        |                                    |                                      |          |              |                  |                       |
| 5 / 71 | V1     | Sergiy Stakhovsky Mikhail Youzhny  | 37 40                                | 15       | Thua         | 7–5, 3–6, [8–10] |                       |
| Davis Cup Nhóm Thế giới Tứ kết: Thụy Điển vs. Serbia Halmstad, Thụy Điển Davis Cup Cứng, trong nhà 9 tháng 7 năm 2011 Đồng đội: Nenad Zimonjić          | 6 / 72 | TK T3                              | Simon Aspelin Robert Lindstedt       | 54 14    | 162          | Thua             | 4–6, 6–7(5–7), 5–7    |
| Rogers Cup Montreal, Canada ATP World Tour Masters 1000 Cứng, ngoài trời 8 tháng 8 năm 2011 Đồng đội: Janko Tipsarević                                  | 7 / 73 | V1                                 | Mark Knowles Philipp Petzschner      | 30 23    | –            | Thắng            | 5–7, 6–3, [12–10]     |
| Rogers Cup Montreal, Canada ATP World Tour Masters 1000 Cứng, ngoài trời 8 tháng 8 năm 2011 Đồng đội: Janko Tipsarević                                  | 8 / 74 | V2                                 | Mariusz Fyrstenberg Marcin Matkowski | 15 15    | 16           | Thua             | 6–3, 6–7(4–7), [5–10] |

- Nguồn

### Hopman Cup

#### Đơn
| Giải đấu                                                | Trận | Vòng | Đối thủ         | Kết quả | Tỷ số         |
| Hopman Cup Perth, Úc Cứng, trong nhà 1 tháng 1 năm 2011 | 1    | VB   | Andrey Golubev  | Thắng   | 4–6, 6–3, 6–1 |
| Hopman Cup Perth, Úc Cứng, trong nhà 1 tháng 1 năm 2011 | 2    | VB   | Lleyton Hewitt  | Thắng   | 6–2, 6–4      |
| Hopman Cup Perth, Úc Cứng, trong nhà 1 tháng 1 năm 2011 | 3    | VB   | Ruben Bemelmans | Thắng   | 6–3, 6–2      |

#### Đôi nam nữ
| Giải đấu                                                                       | Trận | Vòng | Đối thủ                           | Kết quả | Tỷ số                 |
| Hopman Cup Perth, Úc Cứng, trong nhà 1 tháng 1 năm 2011 Đồng đội: Ana Ivanovic | 1    | VB   | Yaroslava Shvedova Andrey Golubev | Thắng   | 7–6(7–2), 6–4         |
| Hopman Cup Perth, Úc Cứng, trong nhà 1 tháng 1 năm 2011 Đồng đội: Ana Ivanovic | 2    | VB   | Alicia Molik Lleyton Hewitt       | Thắng   | 6–7(5–7), 7–5, [10–6] |
| Hopman Cup Perth, Úc Cứng, trong nhà 1 tháng 1 năm 2011 Đồng đội: Ana Ivanovic | 3    | VB   | Justine Henin Ruben Bemelmans     | Thua    | 6–3, 4–6, [4–10]      |

## Lịch thi đấu

### Đơn
| Ngày                  | Giải đấu                            | Thành phố          | Thể loại              | Mặt sân             | Kết quả 2010       | Điểm 2010 | Điểm 2011 | Kết quả |
| --------------------- | ----------------------------------- | ------------------ | --------------------- | ------------------- | ------------------ | --------- | --------- | --- |
| 17.01.2011–30.01.2011 | Giải quần vợt Úc Mở rộng            | Melbourne          | Grand Slam            | Cứng                | TK                 | 360       | 2000      | Vô địch (đánh bại Andy Murray, 6–4, 6–2, 6–3)                                                                                           |
| 07.02.2011–13.02.2011 | ABN AMRO Tournament                 | Rotterdam          | ATP World Tour 500    | Cứng (trong nhà)    | BK                 | 180       | 0         | Rút lui |
| 21.02.2011–27.02.2011 | Dubai Tennis Championships          | Dubai              | ATP World Tour 500    | Cứng                | VĐ                 | 500       | 500       | Vô địch (đánh bại Roger Federer, 6–3, 6–3)                                                                                              |
| 07.03.2011–20.03.2011 | BNP Paribas Open                    | Indian Wells       | ATP Masters 1000      | Cứng                | V4                 | 90        | 1000      | Vô địch (đánh bại Rafael Nadal, 4–6, 6–3, 6–2)                                                                                          |
| 21.03.2011–03.04.2011 | Sony Ericsson Open                  | Miami              | ATP Masters 1000      | Cứng                | V2                 | 10        | 1000      | Vô địch (đánh bại Rafael Nadal, 4–6, 6–3, 7–6(7–4))                                                                                     |
| 11.04.2011–17.04.2011 | Monte-Carlo Rolex Masters           | Pháp               | ATP Masters 1000      | Đất nện             | BK                 | 360       | 0         | Rút lui |
| 25.04.2011–01.05.2011 | Serbia Open                         | Belgrade           | ATP World Tour 250    | Đất nện             | TK                 | 45        | 250       | Vô địch (đánh bại Feliciano López, 7–6(7–4), 6–2)                                                                                       |
| 02.05.2011–08.05.2011 | Mutua Madrid Open                   | Madrid             | ATP Masters 1000      | Đất nện             | KTD                | 0         | 1000      | Vô địch (đánh bại Rafael Nadal, 7–5, 6–4)                                                                                               |
| 09.05.2011–15.05.2011 | Internazionali BNL d'Italia         | Rome               | ATP Masters 1000      | Đất nện             | TK                 | 180       | 1000      | Vô địch (đánh bại Rafael Nadal, 6–4, 6–4)                                                                                               |
| 23.05.2011–05.06.2011 | Giải quần vợt Pháp Mở rộng          | Paris              | Grand Slam            | Đất nện             | TK                 | 360       | 720       | Bán kết (thua trước R Federer, 6–7(5–7), 3–6, 6–3, 6–7(5–7))                                                                            |
| 06.06.2011–12.06.2011 | Aegon Championships                 | Luân Đôn           | ATP World Tour 250    | Cỏ                  | V3                 | 20        | 0         | Rút lui |
| 20.06.2011–03.07.2011 | Wimbledon                           | Luân Đôn           | Grand Slam            | Cỏ                  | BK                 | 720       | 2000      | Vô địch (đánh bại Rafael Nadal, 6–4, 6–1, 1–6, 6–3)                                                                                     |
| 08.08.2011–14.08.2011 | Rogers Cup                          | Montreal           | ATP Masters 1000      | Cứng                | BK                 | 360       | 1000      | Vô địch (đánh bại Mardy Fish, 6–2, 3–6, 6–4)                                                                                            |
| 15.08.2011–21.08.2011 | Western & Southern Open             | Cincinnati         | ATP Masters 1000      | Cứng                | TK                 | 180       | 600       | Chung kết (thua trước Andy Murray, 4–6, 0–3 bỏ cuộc)                                                                                    |
| 29.08.2011–12.09.2011 | Giải quần vợt Mỹ Mở rộng            | New York           | Grand Slam            | Cứng                | F                  | 1200      | 2000      | Vô địch (đánh bại Rafael Nadal, 6–2, 6–4, 6–7(3–7), 6–1)                                                                                |
| 16.09.2011–18.09.2011 | Davis Cup: Serbia vs Argentina      | Belgrade           | Davis Cup             | Cứng (trong nhà)    | VĐ                 | 280       | 0         | Bán kết: Argentina đánh bại Serbia 3–2 · (thua trước Juan Martín del Potro, 6–7(5–7), 0–3 bỏ cuộc)                                      |
| 03.10.2011–09.10.2011 | China Open                          | Bắc Kinh           | ATP World Tour 500    | Cứng                | CK                 | 500       | 0         | Rút lui |
| 10.10.2011–16.10.2011 | Shanghai Rolex Masters              | Thượng Hải         | ATP Masters 1000      | Cứng                | BK                 | 360       | 0         | Rút lui |
| 30.10.2011–06.11.2011 | Swiss Indoors                       | Basel              | ATP World Tour 500    | Cứng (trong nhà)    | CK                 | 300       | 180       | Bán kết (thua trước Kei Nishikori, 6–2, 6–7(4–7), 0–6)                                                                                  |
| 07.11.2011–13.11.2011 | BNP Paribas Masters                 | Paris              | ATP Masters 1000      | Cứng (trong nhà)    | V3                 | 90        | 180       | Tứ kết (rút lui trước Jo-Wilfried Tsonga)                                                                                               |
| 20.11.2011–27.11.2011 | ATP World Tour Finals               | Luân Đôn           | ATP World Tour Finals | Cứng (trong nhà)    | BK                 | 400       | 200       | Vòng bảng (đánh bại Tomáš Berdych, 3–6, 6–3, 7–6(7–3)) (thua trước David Ferrer, 3–6, 1–6) (thua trước Janko Tipsarević, 6–3, 3–6, 3–6) |
| 02.12.2011–04.12.2011 | Davis Cup: Tây Ban Nha vs Argentina | Seville            | Davis Cup             | Đất nện (trong nhà) | VĐ                 | 225       | 0         | Không bảo vệ thành công danh hiệu · Chung kết: Tây Ban Nha đánh bại Argentina 3–1                                                       |
| Tổng điểm cuối năm    | Tổng điểm cuối năm                  | Tổng điểm cuối năm | Tổng điểm cuối năm    | Tổng điểm cuối năm  | Tổng điểm cuối năm | 6240      | 13630     | 7390 |

CHÚ THÍCH: Trong mùa giải 2010, tổng điểm cuối năm từ ABN AMRO Tournament và Aegon Championships không được tính, cũng như điểm từ vòng 1, tứ kết và bán kết của Davis Cup.

### Đôi
| Ngày                  | Giải đấu                        | Thành phố          | Thể loại           | Mặt sân            | Kết quả 2010       | Điểm 2010 | Điểm 2011 | Kết quả                                                                                  |
| --------------------- | ------------------------------- | ------------------ | ------------------ | ------------------ | ------------------ | --------- | --------- | ---------------------------------------------------------------------------------------- |
| 21.02.2011–27.02.2011 | Dubai Tennis Championships      | Dubai              | ATP World Tour 500 | Cứng               | V1                 | (0)       | (0)       | Vòng 1 (thua trước Bhupathi/Paes, 4–6, 1–6)                                              |
| 07.03.2011–20.03.2011 | BNP Paribas Open                | Indian Wells       | ATP Masters 1000   | Cứng               | KTD                | 0         | 180       | Tứ kết (thua trước Bopanna/Qureshi, 1–6, 6–7(5–7))                                       |
| 21.03.2011–03.04.2011 | Sony Ericsson Open              | Miami              | ATP Masters 1000   | Cứng               | KTD                | 0         | (0)       | Vòng 1 (thua trước Stakhovsky/Youzhny, 7–5, 3–6, [8–10])                                 |
| 11.04.2011–17.04.2011 | Monte-Carlo Rolex Masters       | Pháp               | ATP Masters 1000   | Đất nện            | V2                 | 90        | 0         | Rút lui                                                                                  |
| 06.06.2011–12.06.2011 | Aegon Championships             | Luân Đôn           | ATP World Tour 250 | Cỏ                 | VĐ                 | 250       | 0         | Rút lui                                                                                  |
| 08.06.2011–10.06.2011 | Davis Cup: Thụy Điển vs. Serbia | Halmstad           | Davis Cup          | Cứng (trong nhà)   | BK                 | (0)       | (0)       | Tứ kết: Serbia đánh bại Thụy Điển 4–1 (thua trước Aspelin/Lindstedt, 4–6, 6–7(5–7), 5–7) |
| 08.08.2011–14.08.2011 | Rogers Cup                      | Montreal           | ATP Masters 1000   | Cứng               | V1                 | (0)       | 90        | Vòng 2 (thua trước Fyrstenberg/Matkowski, 6–3, 6–7(4–7), [5–10])                         |
| 10.10.2011–16.10.2011 | Shanghai Rolex Masters          | Thượng Hải         | ATP Masters 1000   | Cứng               | V2                 | 90        | 0         | Rút lui                                                                                  |
| Tổng điểm cuối năm    | Tổng điểm cuối năm              | Tổng điểm cuối năm | Tổng điểm cuối năm | Tổng điểm cuối năm | Tổng điểm cuối năm | 430       | 270       | 160                                                                                      |

## Các thành tích trong năm

### Thành tích đối đầu
Novak Djokovic có thành tích 21–4 (84%) trước các tay vợt top 10, 34–2 (94.44%) trước các tay vợt top 50, và 14–0 (100%)) trước các tay vợt khác.
Sắp xếp theo số trận thắng
(In đậm là tay vợt top 10 tại thời điểm diễn ra trận đấu, in nghiêng là tay vợt top 50)
- Rafael Nadal 6–0
- Tomáš Berdych 4–0
- Viktor Troicki 4–0
- Roger Federer 4–1
- Kevin Anderson 3–0
- Marcos Baghdatis 2–0
- Nikolay Davydenko 2–0
- Ivan Dodig 2–0
- Mardy Fish 2–0
- Richard Gasquet 2–0
- Łukasz Kubot 2–0
- Michaël Llodra 2–0
- Feliciano López 2–0
- Gaël Monfils 2–0
- Jo-Wilfried Tsonga 2–0
- Andy Murray 2–1
- Nicolás Almagro 1–0
- Thiemo de Bakker 1–0
- Thomaz Bellucci 1–0
- Carlos Berlocq 1–0
- James Blake 1–0
- Jérémy Chardy 1–0
- Marin Čilić 1–0
- Alexandr Dolgopolov 1–0
- Andrey Golubev 1–0
- Marcel Granollers 1–0
- Ernests Gulbis 1–0
- Victor Hănescu 1–0
- Ryan Harrison 1–0
- Denis Istomin 1–0
- Blaž Kavčič 1–0
- Guillermo García-López 1–0
- Xavier Malisse 1–0
- Conor Niland 1–0
- Florian Mayer 1–0
- Robin Söderling 1–0
- Radek Štěpánek 1–0
- Bernard Tomic 1–0
- Adrian Ungur 1–0
- Stanislas Wawrinka 1–0
- Janko Tipsarević 1–1
- Juan Martín del Potro 1–1
- David Ferrer 1–1
- Kei Nishikori 0–1

### Các trận chung kết

#### Đơn: 11 (10 danh hiệu, 1 á quân)
| Thể loại                          |
| --------------------------------- |
| Grand Slam (3–0)                  |
| ATP World Tour Finals (0–0)       |
| ATP World Tour Masters 1000 (5–1) |
| ATP World Tour 500 (1–0)          |
| ATP World Tour 250 (1–0)          |

| Danh hiệu theo mặt sân |
| ---------------------- |
| Cứng (6–1)             |
| Đất nện (3–0)          |
| Cỏ (1–0)               |

| Danh hiệu theo điều kiện |
| ------------------------ |
| Ngoài trời (10–1)        |
| Trong nhà (0–0)          |

| Kết quả | Số  | Ngày                | Giải đấu                                | Mặt sân | Đối thủ trong trận chung kết | Tỷ số trong trận chung kết |
| ------- | --- | ------------------- | --------------------------------------- | ------- | ---------------------------- | -------------------------- |
| Vô địch | 19. | 30 tháng 1 năm 2011 | Úc Mở rộng, Melbourne (2)               | Cứng    | Andy Murray                  | 6–4, 6–2, 6–3              |
| Vô địch | 20. | 26 tháng 2 năm 2011 | Dubai Tennis Championships, Dubai (3)   | Cứng    | Roger Federer                | 6–3, 6–3                   |
| Vô địch | 21. | 20 tháng 3 năm 2011 | BNP Paribas Open, Indian Wells (2)      | Cứng    | Rafael Nadal                 | 4–6, 6–3, 6–2              |
| Vô địch | 22. | 3 tháng 4 năm 2011  | Sony Ericsson Open, Miami (2)           | Cứng    | Rafael Nadal                 | 4–6, 6–3, 7–6(7–4)         |
| Vô địch | 23. | 1 tháng 5 năm 2011  | Serbia Open, Belgrade (2)               | Đất nện | Feliciano López              | 7–6(7–4), 6–2              |
| Vô địch | 24. | 8 tháng 5 năm 2011  | Mutua Madrid Open, Madrid               | Đất nện | Rafael Nadal                 | 7–5, 6–4                   |
| Vô địch | 25. | 15 tháng 5 năm 2011 | Internazionali BNL d'Italia, Rome (2)   | Đất nện | Rafael Nadal                 | 6–4, 6–4                   |
| Vô địch | 26. | 3 tháng 7 năm 2011  | Giải quần vợt Wimbledon, Luân Đôn       | Cỏ      | Rafael Nadal                 | 6–4, 6–1, 1–6, 6–3         |
| Vô địch | 27. | 14 tháng 8 năm 2011 | Rogers Cup, Montreal (2)                | Cứng    | Mardy Fish                   | 6–2, 3–6, 6–4              |
| Á quân  | 14. | 21 tháng 8 năm 2011 | Western & Southern Open, Cincinnati (3) | Cứng    | Andy Murray                  | 4–6, 0–3 bỏ cuộc           |
| Vô địch | 28. | 12 tháng 9 năm 2011 | Mỹ Mở rộng, Thành phố New York          | Cứng    | Rafael Nadal                 | 6–2, 6–4, 6–7(3–7), 6–1    |

### Tiền thưởng
Novak Djokovic kiếm được số tiền kỷ lục $12.6 triệu trong suốt mùa giải.
- In đậm biểu thị giải đấu vô địch

| 1                                  | Giải quần vợt Úc Mở rộng           | $2,110,000 | $2,110,000[a]  |
| 2                                  | Dubai Tennis Championships         | $386,000   | $2,496,000     |
| 3                                  | BNP Paribas Open                   | $611,000   | $3,107,000     |
| 4                                  | Sony Ericsson Open                 | $611,000   | $3,718,000     |
| 5                                  | Serbia Open                        | $93,950    | $3,811,950[b]  |
| 6                                  | Mutua Madrid Open                  | $936,500   | $4,748,450[b]  |
| 7                                  | Internazionali BNL d'Italia        | $803,450   | $5,551,900[b]  |
| 8                                  | Giải quần vợt Pháp Mở rộng         | $425,000   | $5,976,900[b]  |
| 9                                  | Giải quần vợt Wimbledon            | $1,800,000 | $7,776,900     |
| 10                                 | Rogers Cup                         | $450,000   | $8,226,900     |
| 11                                 | Western & Southern Open            | $243,200   | $8,470,100     |
| 12                                 | Giải quần vợt Mỹ Mở rộng           | $2,300,000 | $10,770,100    |
| 13                                 | Swiss Indoors                      | $93,412    | $10,863,512[b] |
| 14                                 | BNP Paribas Masters                | $78,609    | $10,942,121[b] |
| 15                                 | ATP World Tour Finals              | $120,000   | $11,062,121    |
| Tiền thưởng thêm Masters           | Tiền thưởng thêm Masters           | $1,600,000 | $12,662,121    |
| Đôi                                | Đôi                                | $23,900    | $12,686,021    |
| Hopman Cup                         | Hopman Cup                         | $52,750    | $12,738,771[a] |
| Phí tham dự ATP Finals             | Phí tham dự ATP Finals             | $120,000   | $12,858,771    |
| Giao hữu World Tennis Championship | Giao hữu World Tennis Championship | $250,000   | $13,108,771    |
| tính đến ngày 31 tháng 12 năm 2011 |                                    |            |                |

### Giải thưởng và đề cử
- Tay vợt của năm ATP
- ITF World Champion[100]
- Vận động viên thể thao nước ngoài của năm BBC[101]
- Vận động viên nam của năm của Học viện Thể thao Hoa Kỳ[102]
- Vận động viên của năm AIPS[103]
- Vận động viên châu Âu của năm AIPS[104]
- Huy hiệu Vàng DSL Sport[105]
- Vận động viên nam xuất sắc nhất của OCS[106]
- GQ ACE of the Year[107]